# Robustunguis ungulatus
Robustunguis ungulatus is een eenoogkreeftjessoort uit de familie van de Laophontidae. De wetenschappelijke naam van de soort is voor het eerst geldig gepubliceerd in 1992 door Fiers.